# Pietro Croce
Pietro Croce (* 16. Januar 1920 in Apiro (MC), Italien; † 16. Oktober 2006 in Vicenza, Italien) war ein italienischer Mikrobiologe, Pathologe und Medizinautor.

## Leben

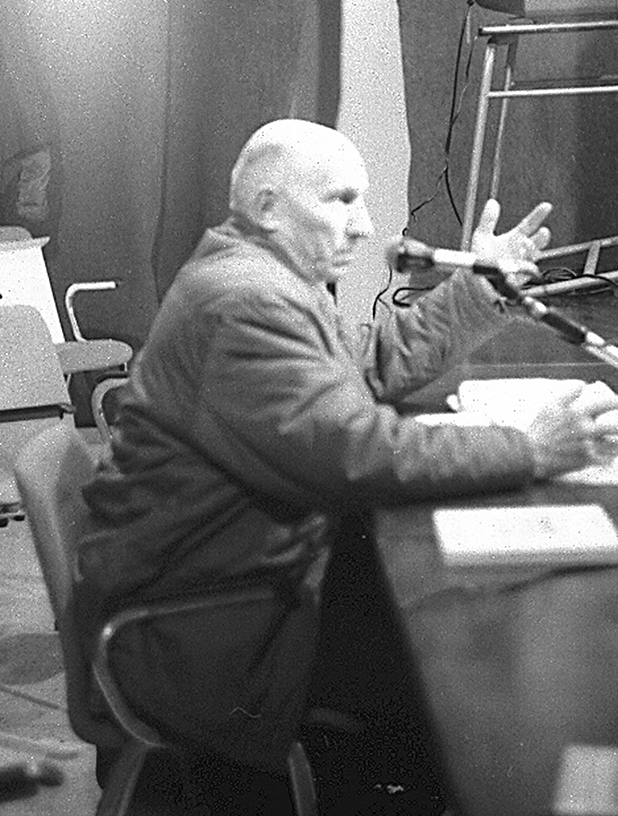

Pietro Croce promovierte an der Universität Pisa. Anschließend besuchte er die Scuola Normale Superiore. Mit einem Stipendium des Institute of International Education in New York und der Fulbright-Kommission ging er in die USA. Zuerst arbeitete er an der Forschungsabteilung des National Jewish Hospital der University of Colorado Denver, um dann an das Laboratorium und die Forschungsabteilung der University of Toledo, Ohio, zu wechseln. Als Stipendiat der Ciudad Sanatorial de Terrasa, Barcelona, Spanien, kehrte er nach Europa zurück. Von 1952 bis 1982 leitete Pietro Croce als Chefarzt das Laboratorium für chemisch-klinische Analysen, Mikrobiologie und pathologische Anatomie am Krankenhaus L. Sacco in Mailand. Danach wechselte er als Pathologe an eine Klinik von Vicenza, Italien. Er war Mitglied des College of American Pathologists, freier Dozent an der Universität Mailand und Verfasser verschiedener medizinischer Werke, die in Italien und Spanien veröffentlicht wurden.
Die Lektüre des tierversuchskritischen Buches Nackte Herrscherin von Hans Ruesch, das 1976 in Italien erschien, war der Auslöser für einen radikalen Umdenkungsprozess von Pietro Croce. Er beschloss, sich vom tierexperimentellen System zu lösen, da dieses nach seiner Auffassung auf einem methodologischen Irrtum beruht und nicht nur die Entwicklung von wissenschaftlichen Methoden verzögert hat, sondern auch für zahlreiche iatrogene Schäden verantwortlich ist bzw. die Grundlagen für eine Medizin geschaffen hat, die mehr Krankheiten erzeugt, als sie heilen kann. In einem Aufsatz von 1996, in dem er die Position seines Buches Vivisezione O Scienza: Una Scelta (deutsch: Tierversuch oder Wissenschaft: Eine Wahl, 1988) zusammenfasst, kommt er zu folgendem Schluss:

„Das ptolemäische System war kohärent und sogar brauchbar: Seine Kosmographie wies den Seeleuten den Weg, trotz des grundsätzlichen Irrtums. Aber als die Falschheit des ganzen Systems bewiesen worden war, konnte es schließlich zum wissenschaftsgeschichtlichen Kehricht geworfen werden. Auch der Tierversuch basiert auf einem grundsätzlichen Fehler, darum sollte er abgeschafft werden, wie das ptolemäische System.“

Nach dem selbst gewählten Ausstieg aus seiner bisherigen medizinischen Laufbahn setzte er sich für die vollständige Abschaffung aller Tierversuche ein. Die Tatsache, dass er als Biologe über 20 Jahre selber mit Tieren experimentierte und derart langwierige, mühsame persönliche Erfahrungen brauchte, um zu dem Schluss zu gelangen, dass Tierversuche abzulehnen seien, konfrontierte ihn mehrfach mit Vorwürfen aus Wissenschaftskreisen.
Pietro Croce war Präsident der International League of Doctors against Vivisection (ILDAV) und Honorarpräsident der am 22. März 1990 in London gegründeten Vereinigung Doctors in Britain against Animal Experiments (DBAE), die mittlerweile in Doctors and Lawyers for responsible Medicine (DLRM) umbenannt wurde. Daneben war er Vorstandsmitglied der 1979 von Herbert Stiller mitbegründeten deutschen Vereinigung Ärzte gegen Tierversuche.

## Publikationen
- Vivisezione O Scienza: Una Scelta.
  - deutsch: Tierversuch oder Wissenschaft: Eine Wahl. Buchverlag CIVIS Publications, Massagno, September 1988, ISBN 3-905280-05-7.